# Gustav von Schlör

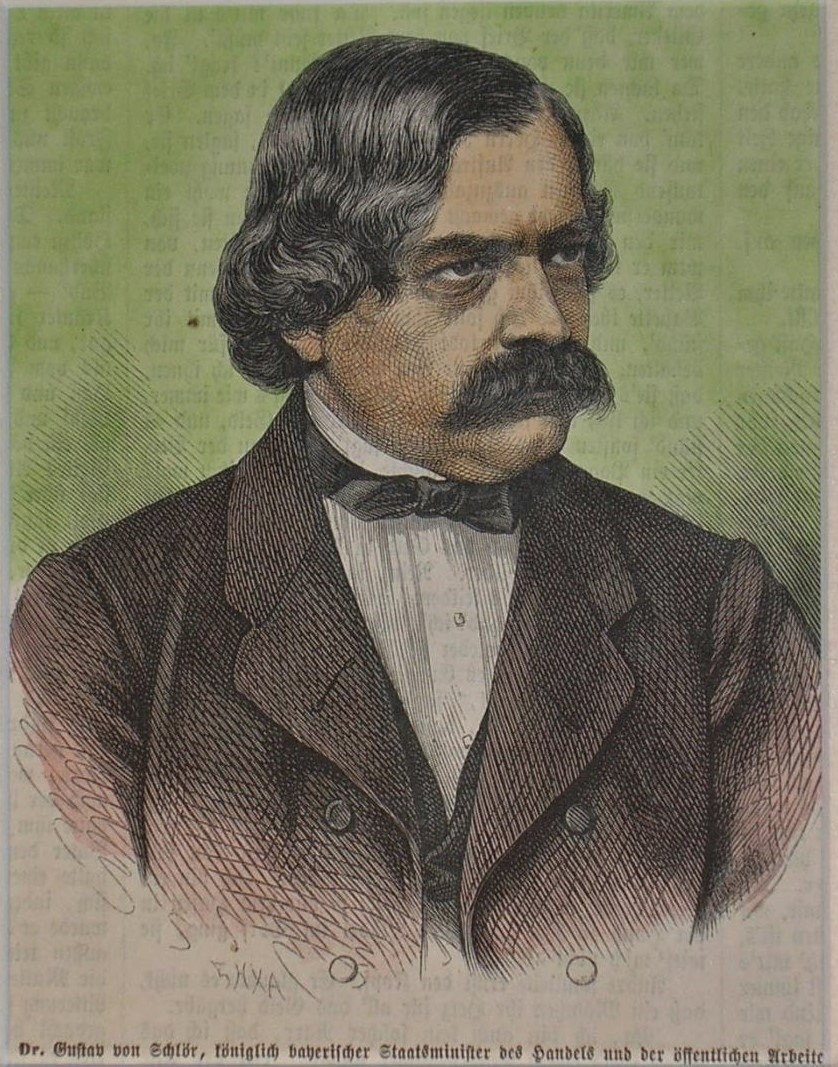
Gustav von Schlör (Holzstich, 1869)

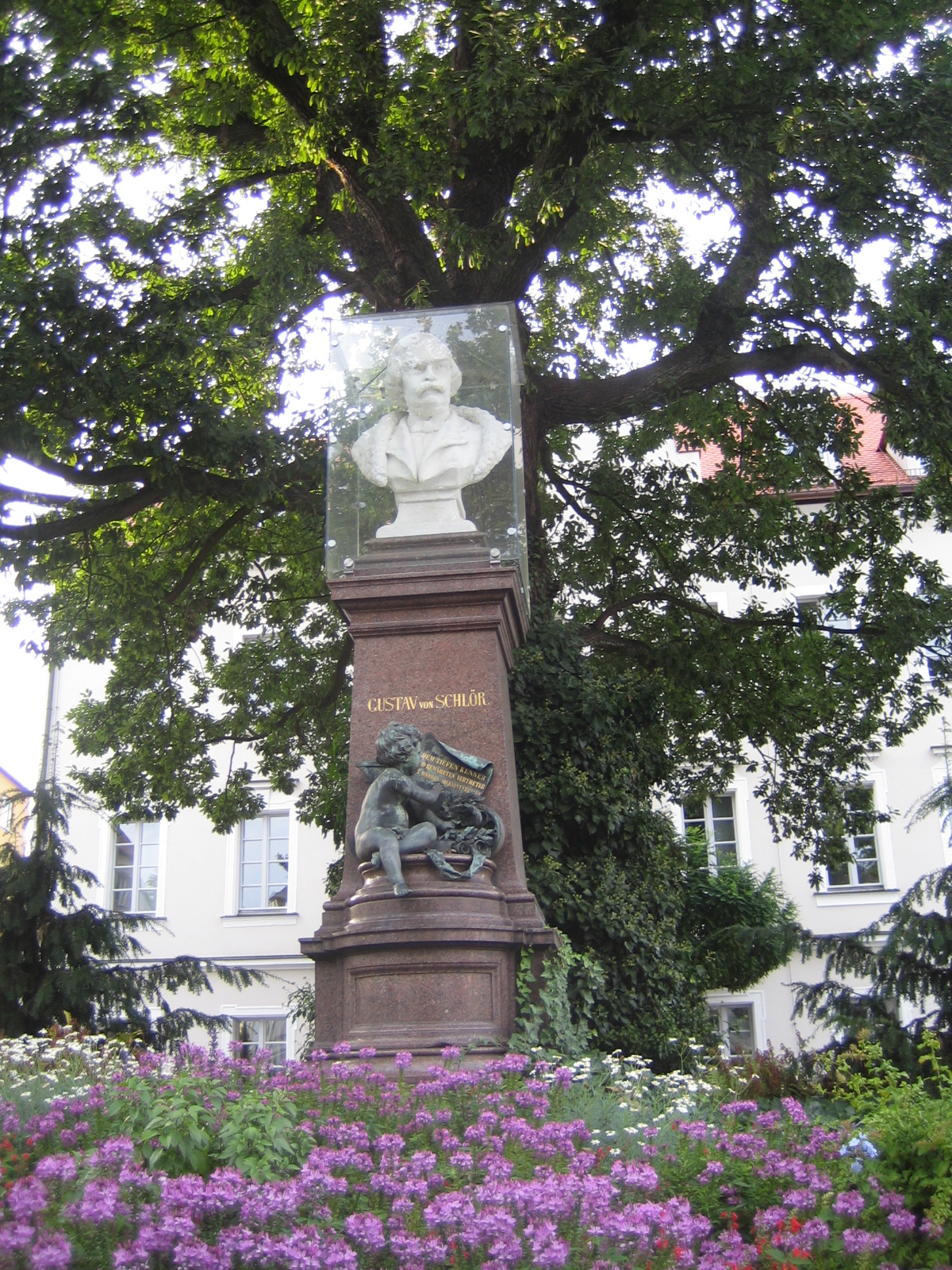
Denkmal für Gustav von Schlör in Weiden

Gustav Schlör, seit 1866 Ritter von Schlör (* 4. April 1820 auf Gut Hellziechen, Gemeinde Langenbruck bei Vilseck, Oberpfalz; † 25. September 1883 in München) war von 1866 bis 1871 der letzte bayerische Staatsminister für Handel und Öffentliche Arbeiten. In seiner Amtszeit wurde 1868 im Königreich Bayern die allgemeine Gewerbefreiheit eingeführt und gleichzeitig die heutige Technische Universität München (TUM) gegründet, damals Kgl. Bayerische Polytechnische Schule zu München, für die Schlörs Ministerium zuständig war.
Vater von Gustav von Schlör war Johann Baptist Schlör, Besitzer des Hammerguts Hellziechen, seine Mutter war Therese von Grafenstein, die dem Gänlaser Zweig der Adelsfamilie  von Grafenstein entstammte. Schon im Alter von 17 Jahren studierte Schlör Rechtswissenschaften und Nationalökonomie in München. Vom 18. Mai 1848 bis zum 5. März 1849 vertrat er Tirschenreuth im ersten deutschen Parlament, der Frankfurter Nationalversammlung. Schlör wurde 1850 Landgerichtsassessor in Weiden und später Advokat in Vohenstrauß und Weiden. Dem oberpfälzischen Landrat gehörte er von 1852 bis 1855 an. Von 1855 bis 1883 war er Mitglied der bayerischen Abgeordnetenkammer, von 1868 bis 1871 war er Mitglied des Zollparlaments für den Wahlkreis München I.
Schlör war ein vehementer Befürworter eines flächendeckenden Eisenbahnnetzes. Als Direktor der privaten Ostbahngesellschaft setzte er im Bayerischen Landtag den Bau der Bahnlinie von Schwandorf über Weiden nach Bayreuth durch und legte damit einen Grundstein für die wirtschaftliche Entwicklung der strukturschwachen Region. Auch wegen seines Engagements für den Ausbau des Mühldorfer Bahnhofes zum Knotenpunkt erlangte er dort die Ehrenbürgerwürde. Nach ihm wurde eine Straße benannt, ebenso in München.
Die Stadt Weiden ernannte von Schlör in Anerkennung seiner Verdienste um das Wohlergehen der Stadt 1878 zum Ehrenbürger. Heute erinnert ein nach ihm benannter Platz mit einem Denkmal an Gustav von Schlör. Der Entwurf des Denkmals stammt von Architekt Carl Hocheder, die Marmorbüste von Bildhauer Theodor Haf. Außerdem sind die Weidener Fachoberschule/Berufsoberschule und ein Saal in der Max-Reger-Halle nach ihm benannt.